# 3341 Hartmann
3341 Hartmann è un asteroide della fascia principale. Scoperto nel 1980, presenta un'orbita caratterizzata da un semiasse maggiore pari a 3,0251086 UA e da un'eccentricità di 0,2348903, inclinata di 10,42803° rispetto all'eclittica.